# Макра, Ласло
Ласло Макра (Makra László) (г. Шиклош (Siklós), Венгрия, 5 июня 1952) — венгерский ученый. Круг исследований – климатология растительной пыльцы, исследование климатической системы связей пыльцы амброзии полыннолистной, а также связи концентрации пыльцы амброзии полыннолистной и заболеваний дыхательных путей.

## Карьера
В 1970 году окончил гимназию в г. Комло и в 1971 г. поступил в Сегедский университет им. Аттилы Йожефа на отделение математики и географии факультета естественных наук. Получил диплом в 1976 году. Затем стал младшим преподавателем кафедры климатологии университета. С 1996 года доцент той же кафедры, а с 2015 года работает в Институте экономики сельского хозяйства и регионального развития сельскохозяйственного факультета Сегедского университета в гор. Ходмезёвашархей. С 2016 года профессор.
Защитил университетскую докторскую диссертацию в 1978 году, диссертацию PhD в 1995 году, в 2004 году прошел процесс хабилитации в Университете Дебрецена. Провел многие недели в научных командировках в Индонезии (Джакарта, 1989), Китае (Пекин 1993, Гуанчжоу (Кантон) 1995), Чехия (Брно (1996). Является членом редакционных коллегий нескольких венгерских периодических изданий, редактор одного международного журнала, член редакционных коллегий семи международных журналов, а также член правления журнала International Ragweed Society (2014-).

## Профессиональна деятельность
Основной круг исследований – климатические системы связей фоновых аэрозолей и биоаэрозолей, внутри последних пыльцы: климатология растительной пыльцы. Эта относительно недавно появившаяся в международной научной литературе область науки в Венгрии является абсолютно новой. Исследовательская деятельность внутри климатологии растительной пыльцы: статистика растительной пыльцы; моделирование переноса растительной пыльцы; прогнозирование концентрации растительной пыльцы; исследование связи концентрации пыльцы и заболеваний дыхательных путей; исследование климатической чувствительности для различных таксонов; ожидаемая концентрация пыльцы в зависимости от изменения климата.

### Основные результаты
Провел успешные полевые экспедиции с измерениями во Внутренней Азии (Китай, Синьцзян-Уйгурский автономный район, 1990; 1994), в Индонезии (Ява, Бали, 1996) и в Южной Америке (Бразилия, 1998) для определения состава элементов в аэрозольных частицах в региональном фоне. Взятые пробы воздуха были исследованы вместе с коллегами в НИИ исследования атома Академии наук Венгрии в г. Дебрецен.

### Основные результаты экспедиций

#### 1-2. Экспедиции в Китай (1990, 1994)
(а) высокая концентрация серы и хлора в региональном аэрозоле естественного происхождения (каменная соль, глауберова соль, гипс) и является следствием распространенного и интенсивного накопления солей в сухом, не имеющим стока бассейне реки Тарим;
(b) пропорции элементов Si/Fe и Ca/Fe  могут служить маркером для мониторинга дальнего переноса происходящих из региона Такла-Макан аэрозолей. (см.: явление "желтого ветра" в средней и восточной части Китайская, явление переноса KOSA над Японией, Тихим океаном м Северной Америкой).

#### Экспедиция в Индонезию (1996)
(a) концентрация хлора, серы, меди, цинка и хрома значительно превышена в атмосферных аэрозолях как на Яве, так и на Бали;
(b) большая часть хлора попадает из океана (океанический аэрозоль);
(с) часть серы антропогенного происхождения, а часть происходит благодаря биогенной эмиссии;
(d) медь, цинк и хром предположительно попадают из почвы.

## Климатология растительной пыльцы
Основатель климатологии растительной пыльцы в Венгрии. Имеющий международное признание исследователь переноса пыли и биоаэрозолей. Определил основные территории происхождения пыльцы амброзии полыннолистной при дальнем переносе в Карпатском бассейне. Разработал методику дифференцирования дальнего и регионального переноса пыли и пыльцы амброзии полыннолистной, а также определил компоненты переноса и относительное количество нетто переноса в Карпатском бассейне. Во взаимодействии с национальными службами информации составил для Европы крупнейшие на сегодняшний день базы данных по пыльце амброзии полыннолистной, которые представляют собой основу для первых обобщенных исследований пыльцы амброзии полыннолистной на всем континенте. С коллегами разработал несколько моделей дневного прогнозирования концентрации пыльцы амброзии полыннолистной. Применил не описанные до сих пор в специальной литературе методики для исследования заболеваний верхних дыхательных путей с учетом метеорологических, химических и биологических факторов. На основании описанных в международной специальной литературе прогнозов изменения климата определил для каких таксонов в бассейне Карпат ожидается значимое повышение выброса пыльцы. Составил самые обобщенные и самые подробные карты количественных и первые в Европе карты фенологических параметров пыльцы амброзии полыннолистной.
Автор или соавтор более трехсот научных публикаций.

## Основные публикации
- Enrichment of desert soil elements in Takla Makan dust aerosol (Соавтор, 2002)
- Meteorological variables connected with airborne ragweed pollen in Southern Hungary (Соавтор, 2004)
- Selections from the history of environmental pollution, with special attention to air pollution (Соавтор, 2004)
- The history and impacts of airborne Ambrosia (Asteraceae) pollen in Hungary (Соавтор, 2005)
- Airborne pollen in three European cities: Detection of atmospheric circulation pathways by applying three-dimensional clustering of backward trajectories (Соавтор, 2010)
- Forecasting ragweed pollen characteristics with nonparametric regression methods over the most polluted areas in Europe (Соавтор, 2011)
- Monitoring the long-range transport effects on urban PM10 levels using 3D clusters of backward trajectories (Соавтор, 2011)
- Multivariate analysis of respiratory problems and their connection with meteorological parameters and the main biological and chemical air pollutants (Соавтор, 2011)
- Assessment of the Daily Ragweed Pollen Concentration with Previous-Day Meteorological Variables Using Regression and Quantile Regression Analysis for Szeged, Hungary (Соавтор, 2011)
- Trends in the characteristics of allergenic pollen circulation in Central Europe based on the example of Szeged, Hungary (Соавтор, 2011)
- Association of allergic asthma emergency room visits with the main biological and chemical air pollutants (Соавтор, 2012)
- Climate sensitivity of allergenic taxa in Central Europe associated with new climate change – related forces (Соавтор, 2013)
- Characterizing and evaluating the role of different transport modes on urban PM10 levels in two European cities using 3D clusters of backward trajectories (Соавтор, 2013)
- Predicting daily ragweed pollen concentrations using computational intelligence techniques over two heavily polluted areas in Europe (Соавтор, 2014)
- Association of allergic rhinitis or asthma with pollen and chemical pollutants in Szeged, Hungary, 1999-2007 (Соавтор, 2014)
- Ragweed in Eastern Europe. Invasive Species and Global Climate Change (Соавтор, 2014)
- A new approach used to explore associations of current Ambrosia pollen levels with current and past meteorological elements (Соавтор, 2015)
- Anthropogenic Air Pollution in Ancient Times. History of Toxicology and Environmental Health. Toxicology in antiquity. (2015)
- The history of ragweed in the world (Соавтор, 2015)
- Modelling the introduction and spread of non-native species: International trade and climate change drive ragweed invasion (Соавтор, 2016)
- Biogeographical estimates of allergenic pollen transport over regional scales: common ragweed and Szeged, Hungary as a test case (Соавтор, 2016)

## Pедактор гость
- International Journal of Environment and Pollution, Special Issue: „Air Pollution” (2007-2009).

## Член редакционного совета
- Acta Climatologica et Chorologica, Universitatis Szegediensis (1995-);
- International Journal of Biometeorology (2012);
- Annals of West University of Timişoara, Series of Biology (Timişoara, Romania, 2013-);
- Journal of Climatology (2013-);
- Archives of Otolaryngology and Rhinology (2014-);
- Science, Technology and Development (2015-);
- Journal of Natural Products Research Updates (2015-);
- Advances in Modern Oncology Research (2015-).

## Награды, поощрения
- Стипендия им. Иштвана Сечени (2001)
- Памятный знак "Про метеорология" (2002)[13]